# Buvrinnes
Buvrinnes (en wallon Buvrene) est une section de la ville belge de Binche située en Région wallonne dans la province de Hainaut. C'était une commune à part entière avant la fusion des communes de 1977. Elle a conservé son caractère strictement rural.

## Toponymie
Le village est mentionné dans différentes graphies : en 868, Beverna ; en 1015, Beurunnes. Selon l'étymologie la plus plausible, Buvrinnes signifie « la rivière des castors » et remonte soit au gaulois *Bebrona, de *bebros, « le castor », soit au germanique *Bibruno, de *bibru, signifiant lui aussi « le castor ».

## Géographie
Buvrinnes représente un territoire relativement vaste par rapport aux villages environnants puisqu’il couvre environ 1 625 ha. Plus de 1 000 ha sont encore actuellement cultivés par les quelques exploitations agricoles restantes. En plus des terres agricoles, une partie plus boisée s’étend sur l’est (Bois Le Comte) et le sud (Bois des Communes). Enfin, une zone humide et marécageuse d'environ 2 ha, souvent appelée Marais de Buvrinnes, est située près du centre du village. Elle contient plusieurs espèces animales et végétales remarquables et figure sur la liste des candidats au réseau Natura 2000 en Wallonie.

## Population

### Évolution démographique
- Sources : INS, Rem. : 1831 jusqu'en 1970 = recensements, 1976 = nombre d'habitants au 31 décembre, 2020 = Statbel.

## Histoire
Le territoire est habité dès l’Antiquité, comme l'atteste une sépulture romaine datant du IIe siècle de notre ère, découverte en octobre 1966. Cependant, on retrouve pour la première fois le nom de « Buvrinnes » vers 868-869, dans le polyptyque de l’abbaye de Lobbes. Autrefois terre faisant partie de l'alleu de Binche et appartenant aux comtes de Hainaut (XIIIe siècle), Buvrinnes compte, de la fin du Moyen Âge au XVIIIe siècle, deux seigneuries, « Walhain » et « Fantignies ». En 1695, le village est ravagé par les troupes françaises du maréchal de Villeroy. Le 12 mai 1794, l'avant-garde de l'armée française y livre des combats sanglants contre les troupes autrichiennes du prince de Cobourg.
En 1870, Buvrinnes revend environ 37 ha de son territoire à la ville de Binche, dont le quartier de la gare est en plein développement. L'argent de cette vente permet au bourgmestre de l'époque, Isidore Mabille, de construire les bâtiments de la maison communale et des écoles. Le 20 mars 1876, une ligne de chemin de fer, future ligne 110, est inaugurée entre Piéton et Buvrinnes via Anderlues. Ce tronçon est prolongé jusqu'à Bienne-lez-Happart et relié à la ligne Mons-Chimay en 1877. En 1960, la SNCB ferme la gare de Buvrinnes et la ligne est déferrée en 1962.

## Administration, liste des bourgmestres jusqu'en 1977
Avant la fusion des communes de 1977, Buvrinnes était une commune à part entière et, à ce titre, disposait d'un conseil communal propre, composé de neuf membres élus au suffrage universel (commune de 1 000 à 1 999 habitants). Le dernier collège des bourgmestre et échevins buvrinnois comprenait trois membres. À cette époque, Buvrinnes était jumelée à la commune française de Basse-Yutz, en Moselle. Depuis le 1er janvier 1977, le territoire de Buvrinnes est administré par la Ville de Binche.
| Bourgmestres                                                                       | Mandat    |
| ---------------------------------------------------------------------------------- | --------- |
| Maximilien Leclercq                                                                | 1834-1854 |
| Isidore Mabille                                                                    | 1854-1886 |
| Hippolyte de Looz-Corswarem                                                        | 1886-1901 |
| Paul Navez                                                                         | 1902-1905 |
| Alfred Noyaert                                                                     | 1905-1912 |
| Albert Lefrancq                                                                    | 1912-1926 |
| René de Looz-Corswarem                                                             | 1927-1939 |
| Jules Boudart                                                                      | 1939-1940 |
| Victor Staquet                                                                     | 1940-1942 |
| Maurice Maghe                                                                      | 1942-1944 |
| Max Humblet                                                                        | 1944-1945 |
| Armand Feincœur                                                                    | 1945-1946 |
| Abel Van                                                                           | 1946-1947 |
| Léon Navez                                                                         | 1947-1948 |
| Armand Feincœur                                                                    | 1948-1953 |
| Arthur Navez                                                                       | 1953-1965 |
| Comtesse Arnold de Looz-Corswarem, née Jeanne Impériali des Princes de Francavilla | 1965-1976 |

## Patrimoine et culture

### Bâtiments remarquables

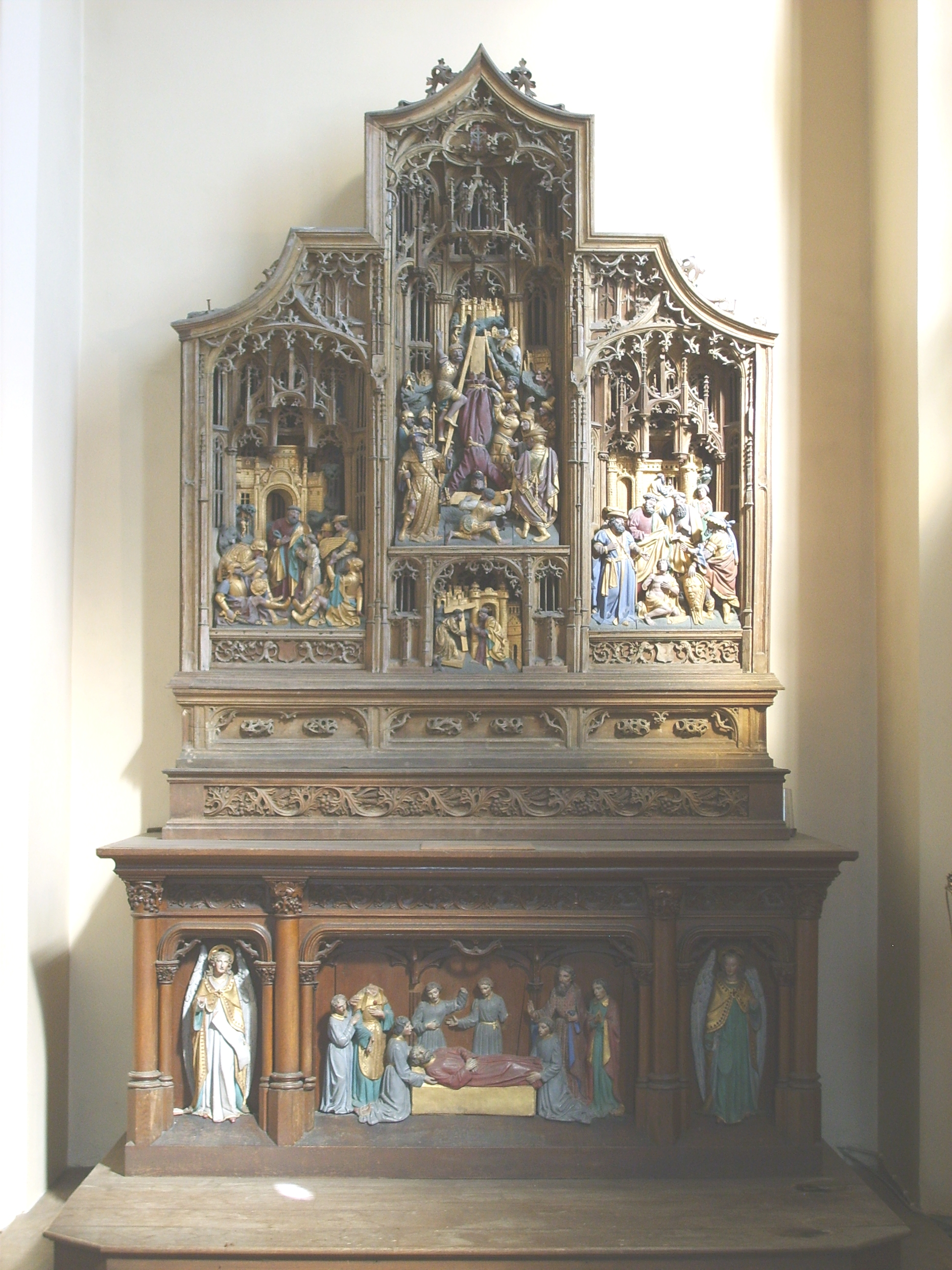
Le retable de Saint-Pierre (début du XVIe siècle) dans la paroisse éponyme.

- L'église Saint-Pierre (1852), de style néogothique. Elle contient deux retables du début du XVIe siècle, l'un en pierre blanche sculptée, l'autre en chêne polychrome[15]. Elle contient également un orgue de Pieter-Hubertus Anneessens construit en 1867 et restauré en 1992 par A. Thomas.
- L'ancienne maison communale et les bâtiments de l'école (1870)[16].
- Le château des comtes de Looz-Corswarem (Château de Bois Le Comte) (1883), de style néoclassique et éclectique[17]. Il a été construit en deux parties, l'une à la fin du XIXe siècle par l'architecte binchois Émile Mahieu, pour Gabrielle Ansiau (1842-1896) comtesse Hippolyte de Looz-Corswarem[réf. nécessaire], l'autre en 1910 par l'architecte de la gare de Binche, Pierre Langerock[18]. Les Looz-Corswarem en ont hérité des Ansiau. Henri Ansiau (1810-1879), membre "libéral" de la chambre des représentants de Soignies de 1844 à 1874, est propriétaire en 1850 de 273 hectares à Buvrinnes puis en 1865 de 102 hectares à Casteau, il continue à acheter des terres et lègue en 1879, à ses quatre enfants un total de 1 400 hectares[réf. nécessaire].
- La seigneurie de Walhain et sa ferme château (XVIIe siècle)[19]. Ancienne propriété au XVIe siècle des Sivry, aux XVIIe et XVIIIe siècles des Schellout, et des Lattre depuis cette époque[20].
- Ferme de la Dîme. Datant des XVIIIe et XIXe siècles, ancienne dépendance de la seigneurie de Fantignies[21].

#### Culture et folklore

##### Culte
La paroisse catholique de Buvrinnes fait partie du doyenné de Binche et du diocèse de Tournai.

##### Folklore, carnaval
Les sociétés folkloriques de « Gilles » et « Paysans », organisant le carnaval de Buvrinnes le deuxième dimanche de Carême, soit deux semaines après le carnaval de Binche.

## Enseignement
Une école communale maternelle et primaire, appelée « École communale fondamentale - Binche 4 » se trouve au centre du village et accueille une centaine d'élèves. Les principaux bâtiments de cette école ont été construits en 1870, en même temps que l'ancienne maison communale.

## Économie
Les principales activités y sont bien sûr l'agriculture et l’élevage, mais quelques commerces et services sont encore installés dans le centre de l'ancienne commune.
Parmi ceux-ci, la seule boulangerie du village produit encore la tarte aux fruits de Buvrinnes.

## Marais de Buvrinnes
Le marais de Buvrinnes est une réserve naturelle privée qui est connue sous de nom de le « Chênou », celle-ci s'étend sur 2,5 ha et est devenue une réserve naturelle en 1991 et classée en Zone Natura 2000 par la Région Wallonne. Cette réserve naturelle a été créée par une convention entre les cercles des Naturalistes de Belgique et la Commune de Binche, dont la gestion est assurée par des volontaires.
Située dans une cuvette à proximité du village, le marais est traversé par un petit cours d'eau, la Princesse. Cette zone humide renferme une intéressante mosaïque d'habitats comprenant une belle mégaphorbiaie à reine des près, une magnocariçaie à laîche paniculée et divers groupements d'hélophytes. Parmi cette diversité, des éléments de saulaie et d'aulnaie côtoient de nombreux saules têtards qui sont, pour certains, très âgés.
Dans ce marais, il est possible d'observer également des fruticées et ronciers dans les endroits plus sec, constitués surtout de Crataegus monogyne et de Rubus spectabilis dans lesquels s'installent quelques chênes (Quercus robur), frênes (Fraxinus excelsior), noisetiers (Corylus avellana) ainsi que des prairies méso-hygrophile caractérisées notamment par l'abondance de Rumex acetosa et Angelica sylvestris. Des groupements nitrophiles à Urtica dioica sur boues de curage de la rivière et des groupements halophytiques du bord des eaux courantes, avec Catabrosa aquatica, Apium nodiflorum, Veronica beccabunga s'y développent couramment. L'intérêt biologique, en particulier sur le plan de l'avifaune, est très important.
Quant à la faune des marais de Buvrinnes, peu de recherches ont été réalisées. Nous pouvons pourtant y trouver la bouscarle de Cetti (Cettia cetti) et le phragmite des joncs (Acrocephalus schoenobaenus), nicheurs potentiels, ainsi que la locustelle tachetée (Locustella naevia) qui est un nicheur probable dans la réserve.
Le site accueille également des oiseaux de passage et des hibernants: la Bécassine des marais (Gallinago gallinago), le Busard des roseaux (Circus aeruginosus) et le Râle d'eau (Rallus aquaticus).

## Milieu associatif
- Le Patro du Printemps[26], mouvement de jeunesse local.
- L'A.J.S. Bonne-Espérance-Buvrinnes, club de football[27].